# Hypomma affine
Hypomma affine là một loài nhện trong họ Linyphiidae.
Loài này thuộc chi Hypomma. Hypomma affine được Ehrenfried Schenkel-Haas miêu tả năm 1930.